# Hugh Henry

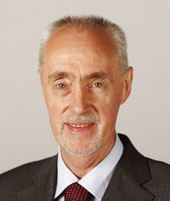
Hugh Henry

Hugh Henry (* 12. Februar 1952 in Glasgow) ist ein schottischer Politiker und Mitglied der Labour Party.

## Leben
Henry besuchte die St Mirin’s Academy in Paisley und studierte dann an der Universität Glasgow und am Jordanhill College of Education in Glasgow. Er arbeitete zunächst als Buchhalter bei IBM, wechselte dann in die Lehrerausbildung um schließlich ab 1979 als Sachbearbeiter in den Bereichen Sozialhilfe und später Pflege tätig zu sein. Henry ist verheiratet und Vater von zwei Töchtern und einem Sohn. Er ist Mitglied der Gewerkschaft Transport and General Workers’ Union.

## Politischer Werdegang
1984 wurde Henry erstmals in den Stadtrat von Renfrew gewählt und bei den Wahlen 1988 und 1992 bestätigt. 1995 wurde Henry Mitglied des Regionalrates von Renfrewshire und saß dem Bezirksrat von West Renfrewshire bis 1998 vor. Bei den ersten Schottischen Parlamentswahlen im Jahre 1999 trat Henry erstmals zu Wahlen auf nationaler Ebene an. Er bewarb sich um das Direktmandat des Wahlkreises Paisley South und konnte es mit deutlichem Vorsprung vor dem Kandidaten der SNP erringen. Im November 2001 wurde er zum stellvertretenden Staatssekretär für Gesundheit und Pflege ernannt, anschließend im Mai 2002 für Soziale Gerechtigkeit und schließlich im November 2002 für Justiz. Bei den Parlamentswahlen 2003 verteidigte Henry trotz Stimmverlusten sein Mandat. Er behielt seine Position als stellvertretender Staatssekretär für Justiz bis November 2006, als er zum Staatssekretär für Bildung und Jugendliche ernannt wurde. Bei den Parlamentswahlen 2007 konnte Henry seinen Stimmenanteil vergrößern und verteidigte sein Mandat. 2010 wurde er zum schottischen Politiker des Jahres gewählt. Im Zuge der Wahlkreisreform 2011 wurde Henrys Wahlkreis Paisley South aufgelöst. Bei den Parlamentswahlen 2011 bewarb er sich aus diesem Grund um das Direktmandat des neugeschaffenen Wahlkreises Renfrewshire South. Er errang das Mandat vor dem SNP-Kandidaten. Zu Beginn der Legislaturperiode kandidierte Henry um die Position des Parlamentssprechers, unterlag jedoch der SNP-Politikerin Tricia Marwick.